# Pristimantis achatinus
Pristimantis achatinus is een kikker uit de familie Strabomantidae. De soortnaam werd voor het eerst wetenschappelijk gepubliceerd door Boulenger in 1898 onder de naam Hylodes achatinus. Sinds 2007 wordt de soort onderverdeeld binnen Pristimantis. Pristimantis achatinus komt voor van de oosterse laaglanden en Cordillera's in de provincie Darién in Panama, de laaglanden in het zuiden langs de Stille Oceaan en het westen van Cordillera Occidental in Colombia tot de provincie El Oro in Ecuador tot op een hoogte van 2330 meter boven het zeeniveau.